# Мексика на літніх Олімпійських іграх 1900
Мексика дебютувала на літніх Олімпійських іграх 1900.
Бронзова медаль, присуджена учасникам команд, що складалися з представників змішаної команди (позначено курсивом). Ці медалі не враховуються в загальному медальному заліку окремих НОК.
Особу американського гравця у поло на Олімпійських іграх на прізвище Райт достеменно не встановлено. Вважається, що це Вільям Гейден Райт, але деякі джерела називають його Гільєрмо Райт, що не дивно, оскільки решта його команди з поло складалася з мексиканців. Французькі джерела зазначають його як Дж. Г. Райт, що може бути або Джеймсом Гейденом Райтом, архітектором із Бостона, який жив у Парижі в 1900 році, або Джоном Гарві Райтом, американцем, що проживав у місті По на півдні Франції, відомим аматором-жокеєм і гравцем у поло. Дж. Г. Райт брав участь у турнірі Paris Cup у 1898 році в поло-клубі Bagatelle в Парижі, але подальших відомостей про нього немає.

## Медалісти

### Бронза
|   |                                                              |                         |
| № | Спортсмени                                                   | Вид спорту (дисципліна) |
| 1 | Мануель де Ескандон, Пабло де Ескандон, Еустакіу де Ескандон | Поло (чоловіки)         |

## Результати змагань

### Поло
Склад команди
- США (USA) Гільєрмо Райт(інші мови)
- Мексика (MEX) Мануель де Ескандон
- Мексика (MEX) Пабло де Ескандон
- Мексика (MEX) Еустакіу де Ескандон

Змагання
| Змагання | Чвертьфінал        | Півфінал                          | Фінал              | Місце |
| Змагання | Суперник Результат | Суперник Результат                | Суперник Результат | Місце |
| -------- | ------------------ | --------------------------------- | ------------------ | ----- |
| Чоловіки |                    | BLO Polo Club Rugby програли; 0-8 | не пройшли         | 3     |